# Coussarea penetantha
Coussarea penetantha är en måreväxtart som beskrevs av Paul Carpenter Standley. Coussarea penetantha ingår i släktet Coussarea och familjen måreväxter.
Artens utbredningsområde är Colombia. Inga underarter finns listade i Catalogue of Life.